# Cosmosoma annexa
Cosmosoma annexa är en fjärilsart som beskrevs av Herrich-Schäffer 1854. Cosmosoma annexa ingår i släktet Cosmosoma och familjen björnspinnare. Inga underarter finns listade i Catalogue of Life.